# Пил смерті
«Пил сме́рті» (англ. The Dust of Death) — науково-фантастичний детектив американського письменника  Айзека Азімова, вперше опублікований у січні 1957 року журналом « Venture Science Fiction Magazine». Увійшов до збірки «Детективи Азімова» (1968).

## Сюжет
Великий Луіс керує лабораторією органічної хімії і в погоні за славою привласнює собі винаходи своїх працівників. Багато працівників у розмовах між собою часто погрожують вбити Луіса. І врешті один із співробітників робить це.
Едмунд Фарлі провів півроку в воднево-метановій атмосфері Титана і результати його досліджень теж були присвоєні Луісом. У вихідний день Фарлі пробирається в персональну атмосферну лабораторну кімнату Луіса і змащує сопло газового балону чорною платиною. Після закінчення роботи він розуміє, що змастив не той балон, тому повертається і змащує правильний балон.
Наступного дня Луіс гине від вибуху. Детектив Сетон Девенпорт, запитує працівника Джима Горхема, що могло б призвести до вибуху водню без нагрівання. Горхем називає каталізатори, починаючи з чорної платини. Він знаходить залишки чорної платини на соплі балона з воднем. Це означає, що вибух був підлаштований. Після огляду усіх балонів, чорну платину несподівано знаходять і на балоні з киснем. Це безглуздо з точки зору хімії. Але врешті Горхем розуміє, що вбивцею міг бути Фарлі, який звик до воднево-метанової атмосфери і машинально підсипав каталізатор у балон з киснем.

## Замітки
- Сучасні дослідження показують, що атмосфера Титана складається переважно з азоту.